# Air Dilijans
Air Dilijans, anciemment Armenia Aircompany jusqu'en 2023, est une compagnie aérienne arménienne créée le 25 novembre 2015 et qui a débuté ses opérations le 21 avril 2016. Son siège social est à Erevan. Cette compagnie est sur la liste des compagnies aériennes interdites au sein de l'Union européenne.

## Histoire
Armenia Aircompany a été fondée le 25 novembre 2015 par Tamaz Gaishvili et Robert Oganesian après la suspension des vols de la compagnie Armavia.

## Destinations
En octobre 2019, Aircompany Armenia dessert les destinations suivantes : 
| Pays    | Ville           | Aéroport                                        | Remarques | Réfs  |
| ------- | --------------- | ----------------------------------------------- | --------- | ----- |
| Arménie | Erevan          | Aéroport international de Zvartnots             | HUB       |       |
| Géorgie | Tbilissi        | Aéroport international de Tbilissi              |           |       |
| Irak    | Bagdad          | Aéroport international de Bagdad                |           | [ 3 ] |
| Israel  | Tel Aviv        | Aéroport international Ben Gourion              |           |       |
| Liban   | Beyrouth        | Aéroport international de Beyrouth-Rafic Hariri |           |       |
| Russie  | Mineralnye Vody | Aéroport de Mineralnye Vody                     |           |       |
| Russie  | Moscou          | Aéroport international de Vnukovo               |           |       |
| Russie  | Voronej         | Aéroport international de Voronej               |           |       |

### Accords de partage de code
Armenia Aircompany partage ses codes avec les compagnies aériennes suivantes :
- Georgian Airways[4]

## Flotte
La flotte d'Armenia Aircompany comprend les appareils suivants (en janvier 2020) : 

## Voir également